# كوزيانو
كوزيانو، ( Friulian كوموني (بلدية) في مقاطعة أوديني في منطقة فريولي فينيتسيا جوليا الإيطالية، وتقع على بعد حوالي 80 كيلومتر (50 ميل) شمال غرب ترييستي وحوالي 15 كيلومتر (9 ميل) غرب أوديني .

## رياضات
ASDGS Coseano هو فريق كرة القدم المحلي الخاص ، وهو فريق خاص يرأسه رجل الأعمال ستيفانو دي بيدنو.

## المدن التوأم
- Finale Ligure, Italy